# Sozialgeschichte der Kunst und Literatur
Història Social de la Literatura i l'art (Sozialgeschichte der Kunst und Literatur), és un llibre format per tres volums escrits per l'historiador de l'art Arnold Hauser. Publicat per primera vegada el 1951 a Londres, amb el títol, de The social history of art, i el 1953 a Múnic amb el títol Sozialgeschichte der Kunst und Literatur. Hauser pretén fer un recorregut de la història social de la literatura i l'art des de la prehistòria fins al segle XX.

## Influències i antecedents
Arnold Hauser es va veure influenciat per Luckács però sobretot per l'escola de Frankfurt, especialment de personatges com Theodor W. Adorno i de Max Horkheimer. Historia social del arte y la literatura va ser escrita en anys en què encara es respirava un aire revolucionari i segurament l'historiador es va veure influenciat per aquell entusiasme polític-teòric marxista. Hauser es definia a si mateix com un “marxista crític”, ja que distingia la teoria de la praxis.

## Ideologia: vers una concepció sociològica de l'art i de la historiografia
El marxisme és el conjunt de doctrines polítiques, econòmiques i filosòfiques encunyades pels pensadors alemanys Karl Marx i Friedrich Engels. Marx
i Engels veuen la historia de la societat com la historia de la “lluita de
classes”. Aquests autors veuen l'economia com la base que determina la
superestructura, que són les formes de l'estat i la societat.
L'art
pertany a aquesta superestructura depenent del factor econòmic, és producte de
l'evolució humana-social. La ideologia marxista defensa que l'especialització
artística és el resultat d'una divisió capitalista del treball.
Un
dels primers autors que va parlar d'art des d'un enfocament teòric del
marxisme va ser Gyrgory Lukács. Les dues idees principals de Lukács, que més
van influenciar l'obra d'Arnold Hauser van ser, en primer lloc, la seva creença
que les grans obres d'art reflecteixen d'una forma exemplar la
infraestructura econòmica, les relacions de producció i les relacions socials
bàsiques de la seva època i, en segon lloc, la idea marxista del “fetitxisme
del producte” on fa referència al fet que el valor de les coses en una societat
capitalista és entès com un canvi en diners, productes o capital simbòlic.
L'Escola
de Frankfurt va ser una altra de les grans influències d'Arnold Hauser, aquest
grup d'estudiosos marxistes, entre els quals es trobava Th. Adorno, defensava que
la societat capitalista produeix un art estandarditzat i barat que debilita la
ment de la gent i fa que se centrin a satisfer falses necessitats.
La
història de l'art marxista des de mitjans del segle XX s'ha centrat en els
modes de producció de l'art. L'art des d'aquest punt de vista és el producte
d'una complexa relació social, política i econòmica.
Amb
l'obra de Hauser, Històra social de la literatura i l'art, s'inaugura una
nova disciplina. La idea principal que defensa l'autor en aquesta obra,
influenciat per la ideologia marxista del moment, és que les formes artístiques
i literàries són un reflex de les estructures sociopolítiques contemporànies.
Arnold deixa entendre que l'individu i la
societat són inseparables, tant històrica com sistemàticament. La societat es
compon d'individus i aquests són els seus únics representants, igual que només
pot haver individus dins d'una societat.
Els artistes, com els altres homes, són
éssers socials, productors i productes de la societat, és a dir, que ni són
completament independents o autònoms, ni tampoc per endavant desarrelats i
alienats. Un artista es converteix en tal en el curs de l'enfrontament amb la
tasca condicionada històrica i socialment que busca interpretar i resoldre a la
seva manera.
Com diu el mateix Arnold Hauser a la seva obra: "Las obras de arte de los tiempos prehistóricos tienes una significación de especial interés para la sociología del arte, y esto no sólo ciertamente porque dependen en gran medida de las condiciones sociales, sino porque nos dejan ver más clara que el arte de épocas posteriores la relación existente entre los moldes sociales y las formas artísticas..." 

## Contingut del llibre
La Història social de la literatura i l'art, de 1951, és l'obra més coneguda i de major difusió de Hauser. Abasta des de la Prehistòria fins al segle xx combinant una prosa atractiva i de fàcil lectura amb vinculacions sociològiques
de vegades una mica forçades.
La seva anàlisi no parteix de les obres
per després elaborar una teoria basant-se en les seves conclusions, sinó que
pressuposa condicionants sociològics que provoquen l'aparició d'un determinat
tipus d'art.
En aquest llibre, Hauser estudia el passat
com a mitjà de comprendre el present. En general, l'autor considera que l'art,
a partir del Paleolític, i fins a l'art modern, és considerat com la florida  sempre imprevisible, però condicionat per
l'ambient i una complicada combinació de premisses econòmiques i socials.
Arnold Hauser sosté que l'impuls artístic,
es manifesta segons la mesura de les necessitats socials i s'expressa en formes
que responen a aquestes necessitats.
Aquesta obra abasta en els seus tres volums els períodes compresos entre les expressions pictòrics de la prehistòria fins a la primera meitat del segle xx.
Arnold Hauser proposa explicar la mentalitat, els propòsits i el context sociocultural dels artistes que, en les diferents èpoques històriques van deixar les seves obres, no com expressions individuals de la seva concepció artística sinó del fidel reflexa de la societat en la que van habitar.
Trobem la seva obra classificada de la següent manera:
Volum 1: Prehistòria (Paleolític i Neolític); Cultures Orientals; Grècia i Roma; Edat mitjana i Renaixement.
Volum 2: (Segles XVI-XIX): des del Manierisme fins al Neoclassicisme, passant pel Barroc, el Rococó, el Classicisme i el Romanticisme.
Volum 3: abasta els segles XIX i XX, centrats de manera fundamental en l'análisi de les expressions pictòriques (l'impressionisme) i literàries (naturalisme, realisme, novel·la social), així com de les cinematogràfiques, ja en el segle xx.
En l'obra les expressions artístiques es veuen reduïdes a un esquema simplista i parcial, ja que, només s'estudien les arts plàstiques (pintura) i l'escultura com a element decoratiu. La literatura també té una gran preferència, encara que es veu reduïda a la literatura europea dels segles XVI-XIX. De fet, Hauser només exposa en els seus tres volums tots aquells aspectes de l'art coneguts per a ell al llarg dels seus estudis universitaris i investigacions posteriors.

## Recepció de l'obra
Aquest assaig va fomentar un amplíssim debat tant en l'àmbit científic com en l'àmbit polític i acadèmic. El llibre de Hauser va ser acusat de mecanicisme i de poca cientificitat.
El contingut de la seva obra és molt modest. A l'autor li falta un gran perspectiva global i li falta un estudi més aprofundit de fets històrics.
Hauser usa els corrents artístics que es corresponen al seu pensament marxista, aquelles que ajuden a confirmar les seves idees; d'aquí els salts en el temps i el buit dels segles.
Una de les critiques a l'anàlisi de Hauser és la seva actitud constant en aplicar termes encunyats als segles XIX i XX, com per exemple “ lluita de classes”, “burgesia capitalista” o “consciència de classe”. Es dedica a utilitzar aquests termes dedicats a exposar situacions històriques com per exemple del món romà o de l'Edat Mitjana, tot i que en aquella època no es coneixien els problemes de la societat industrial.
Una de les altres crítiques que ha rebut la seva obra és que seguint l'esquema d'anàlisi marxista resulta molt difícil explicar la creació de l'art en diferents èpoques i cultures, ja que segons Hauser l'artista no té un paper protagonista davant l'art sinó que l'artista està al servei de les “classes dominants”, en alguns casos, o bé representa les ànsies de llibertat dels “oprimits” en altres.
Ernst Gombrich, historiador de l'art del segle xx, criticava que la disciplina de la història social de l'art tal com l'havia interpretat Hauser proposava només el punt de vista subjectiu de l'historiador, el qual donava prioritat alguns aspectes de la societat més que a altres amb el fi que la seva teoria encaixés dins del context. Segons Gombrich el marxisme s'interessava només pels sistemes polítics i intentava resoldre les contradiccions del seu mètode dins d'una dialèctica completament desproveïda de rigor científic. L'autor criticava del mètode de Hauser i de la seva Historia social de l'art fonamentalment les seves excessives generalitzacions i per la utilització dels esquemes hegelians. Gombrich condemna cada relació massa estricta i inequívoca entre formes artístiques i situacions i estructures socials.
També critica l'aprorisme amb el que Hauser dona per descomptat que un art rígid i abstracte correspon als gustos de l'aristocràcia un art naturalista als de la classe mitjana ascendent. A més a més Gombrich li retreu que si hi ha formes artístiques que no encaixen en aquest esquema parla de "contradiccions" implicites a l'univers de relacions entre infraestructura econòmica i superestructura ideològica.
A la Història social de l'art Hauser critica teories com el formalisme, el positivisme i l'idealisme. Degut això va ser criticat per part dels idealistes, els quals van critica a Hauser per no prendre en bona consideració els veritables valors de l'art.
Pierre Francastel, historiador i crític d'art francés del segle xx, considera Hauser no té en compte l'obra en si mateixa, en la seva individualitat, sinó que parteix de principis socials generals per aplicar-los a grups d'obres. Francastel considera que la missió de l'historiador de l'art seria reconstruir, a través de conjunts d'obres, els sistemes figuratius característics d'un context i una època determinades.
Un altre autor que va condemnar l'obra de Hauser va ser Joseph P. Hodin, crític i historiador de l'art del segle xx, que presenta l'obra Historia social de la literatura i l'art com un llibre “perillós”, ja que Hodin escriu que les teories marxistes havien transformat l'art en un simple instrument de propaganda política sota el partit comunista. L'assaig de Hauser segons Hodin era un llibre de propaganda.
El mateix Arnold Hauser, en les seves posteriors obres abandona tot el dogmatisme marxiste i matisa les afirmacions anteriors: l'art duna època no pot ser homogeni perquè la propia societat de tals èpoques no és homogènia.